# Syllegomydas astrictus
Syllegomydas astrictus är en tvåvingeart som beskrevs av Dikow 2010. Syllegomydas astrictus ingår i släktet Syllegomydas och familjen Mydidae.
Artens utbredningsområde är Kenya. Inga underarter finns listade i Catalogue of Life.